# Мостище (Киевская область)
Мости́ще (укр. Мостище) — село в Киевской области Украины, административный центр Мостищенского сельского совета.
Село расположено на реке Ирпень.
Издревле деревня на своей территории имела около семи мостов.
Деревня была нанесена на карту Боплана ещё в 1650 году, а в письменных источниках впервые упоминается в 1583 году.

## История
Лаврентий Похилевич в «Сказании о населённых местностях Киевской губернии» (1864 год) пишет: «Село в 20-ти верстах от Киева на правой стороне реки Ирпеня там, где пересекает эту реку значительная дорога из Киева в селения к северо-западу от города лежащие. В этом месте казёнными крестьянами содержится длинная гребля или плотина чрез Ирпеньский луг. Но чрез самую реку, шириной в 5 сажень, ходит паром, принадлежащий гостомльскому помещику, владельцу противоположного левого берега реки. Несмотря на удобство устроения моста и давнее его существование, на что указывает название села, и дешевизну строительных материалов в окружающих лесах, существование на вечное время в этом месте парома и взимание пошлины в пользу помещика с проезжающих утверждено Правительствующим Сенатом. Так, по крайней мере, объясняется откупщиком переправы. Жителей обоего пола в селении в 15-ти дворах только 116 да лесной стражи в № 10, 11, 16 и 17-м 95. До отбора от монастырей недвижимых имений Мостища принадлежало Межигорскому монастырю. В селе сём как пограничном устроены были небольшие укрепления, которых остатки и теперь видны в рассыпающихся песчаных валах. В урочище Клепачах напротив м. Гостомля устроено было также небольшое круглое укрепление. Такое же находится в урочище Кимерка при деревне Мощуне… Из этого можно заключить, что Мостища основаны в XVII веке монахами Киевского доминиканского монастыря…
Приходская церковь деревянная во имя св. апостола Андрея Первозванного, 7-го класса, земли имеет 45 десятин, по песчаности мало способной к хлебородию; построена в прошлом веке, но неизвестно в каком именно году. Убогий приход её, кроме села Мостищ, составляют две деревни: Горянка, Мощун.
Церковь первоначально построена в 1675 году иждивением тамошнего жителя Димитрия Коваленко; за обветшанием коей в 1720 году обновлена своими прихожанами. Епарх. Вед. 1862 г. № 9. Богдан Хмельницкий отдал было Мостища Киевской академии универсалом 11-го января 1651 года…».

## Известные уроженцы
- Якса-Марцинковский, Антоний (1823—1880) — польский писатель.

## Фотогалерея

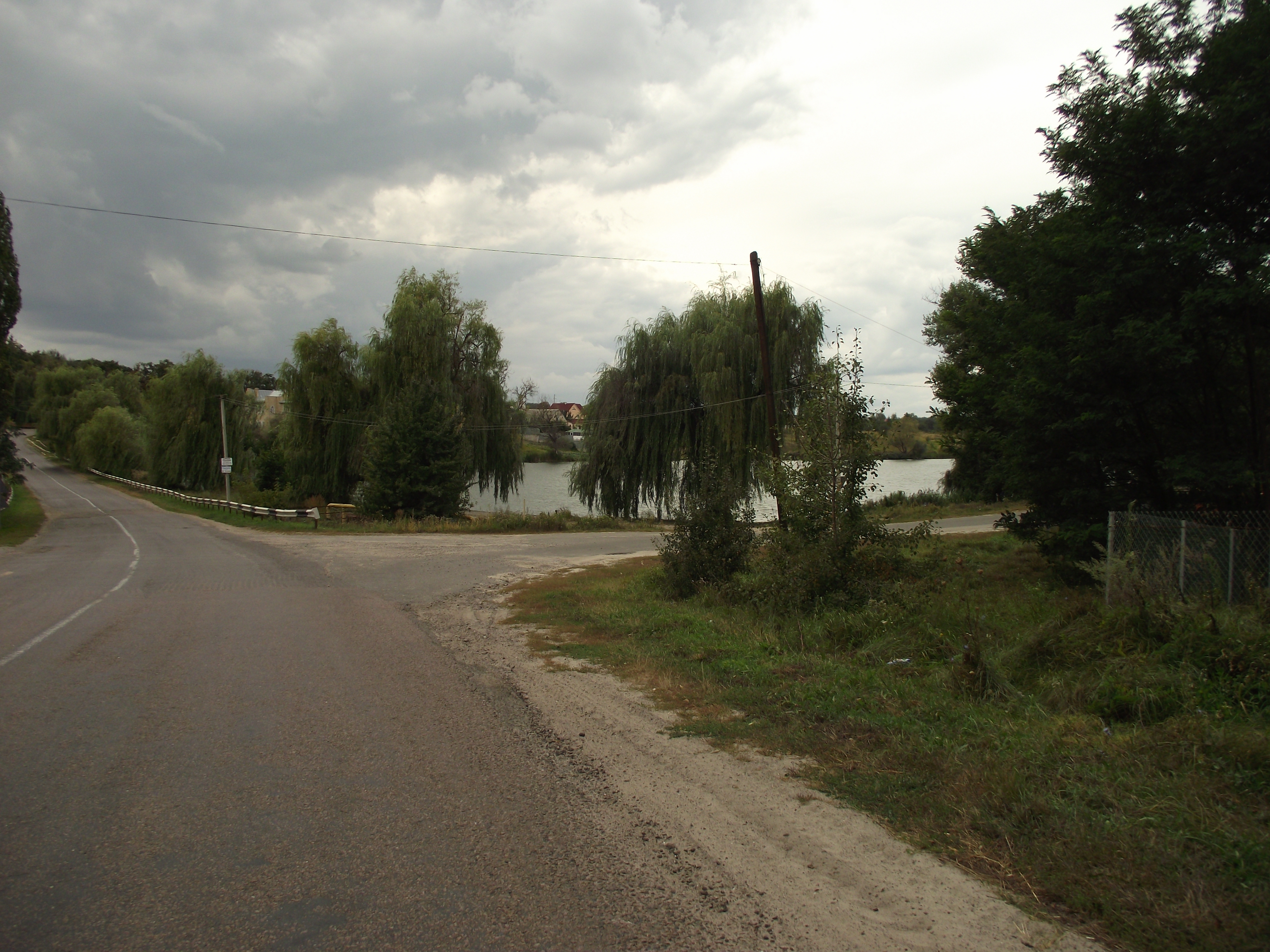
Озеро в селе
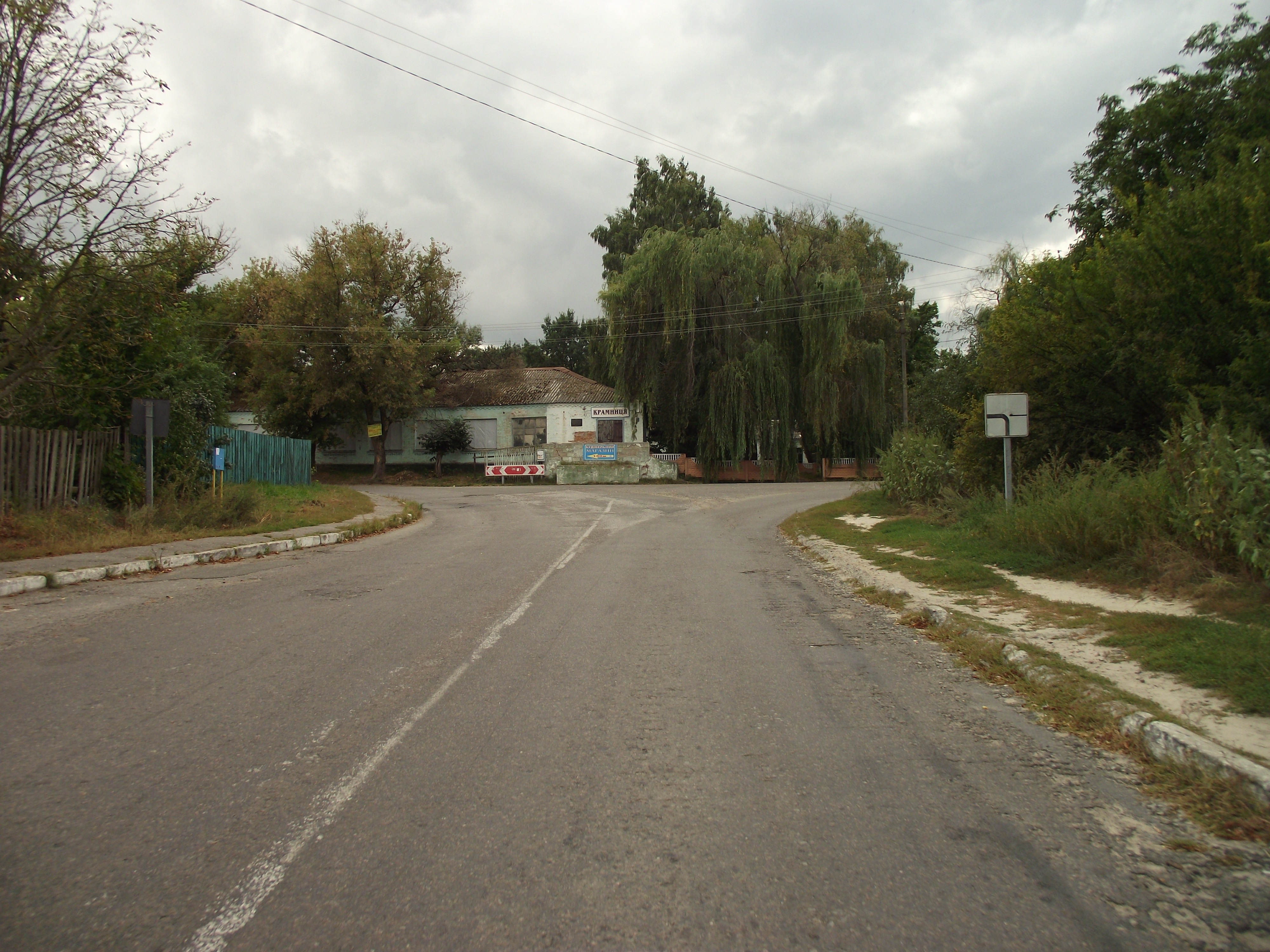
Развилка Яблоновка — Осыково
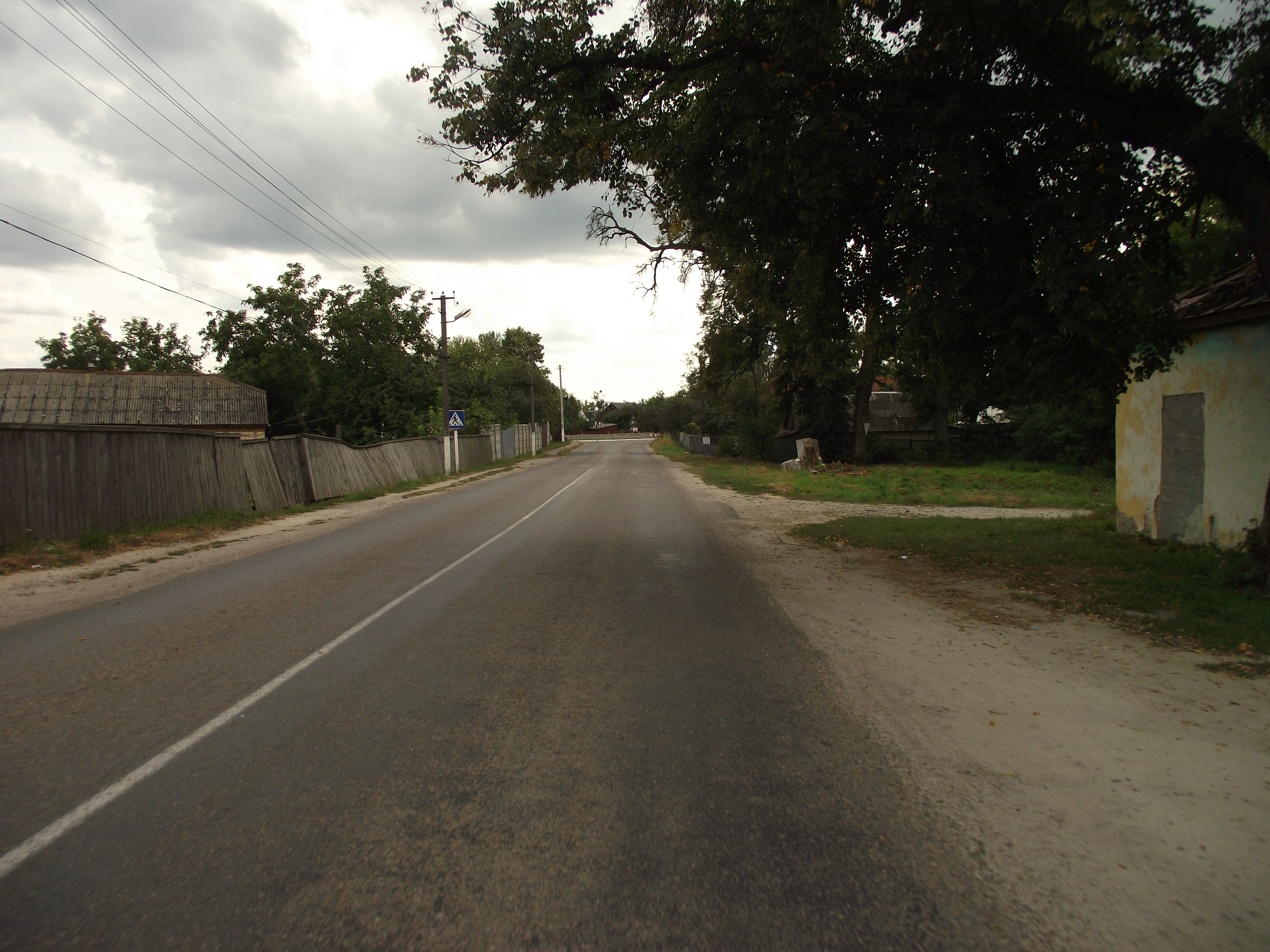
На улице села
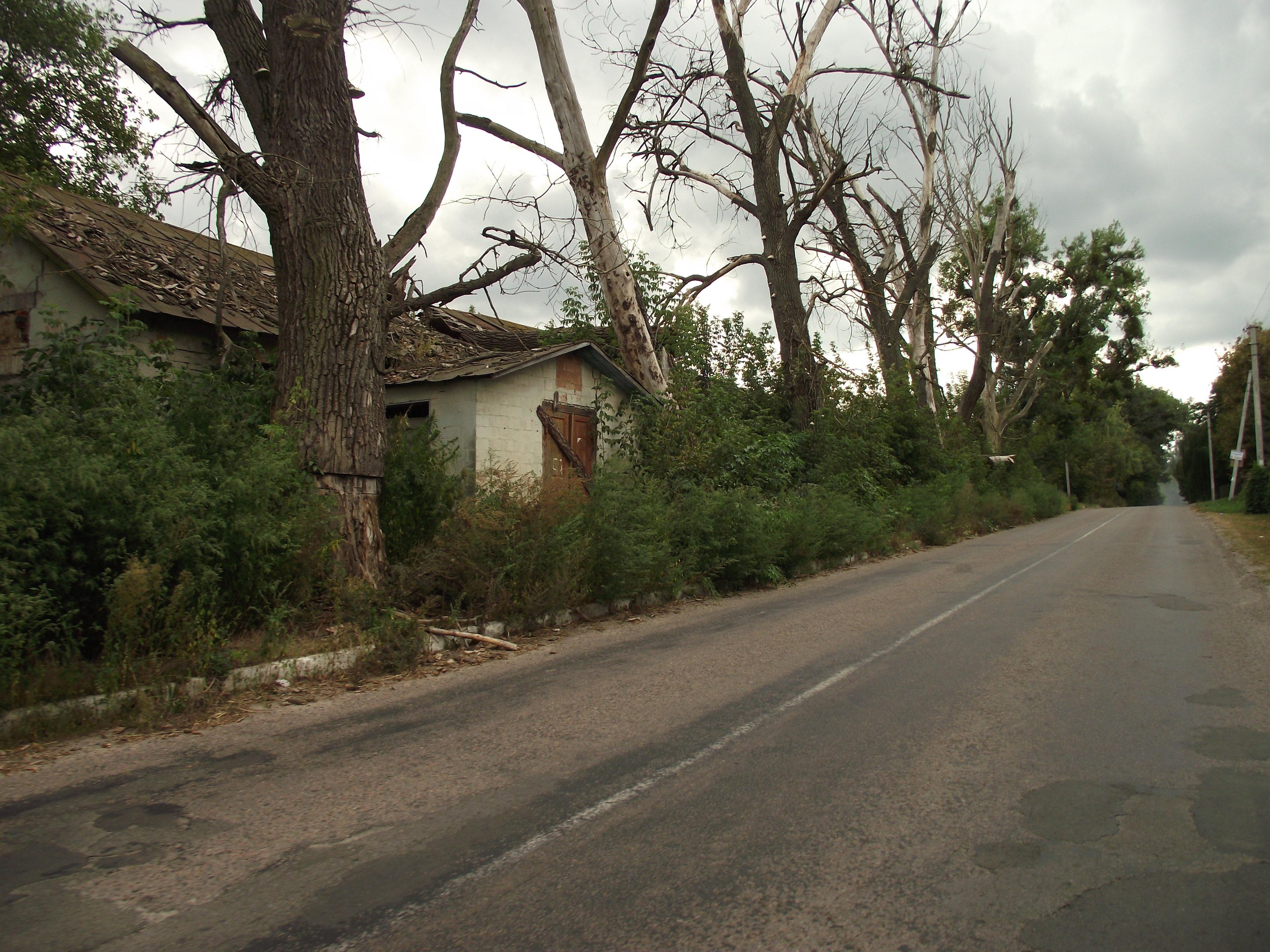
Старые дома
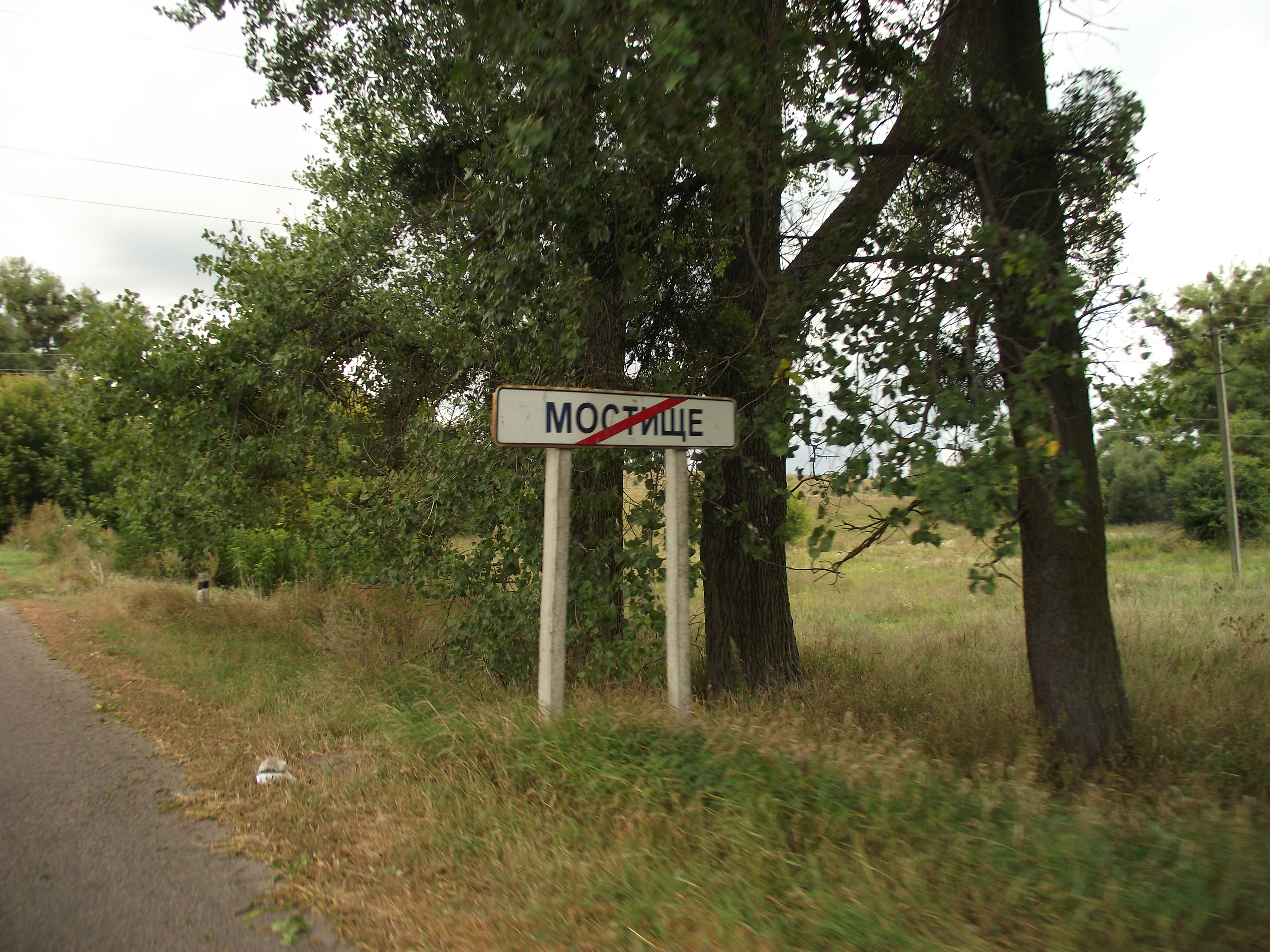
Знак на выезде из села